# 金賢祐
金 賢祐（キム・ヒョンウ、朝鮮語: 김현우、2001年10月10日 - ）は、大韓民国・ソウル特別市出身のプロサッカー選手。Jリーグ・いわきFC所属。ポジションはフォワード。

## 来歴

### プロ入り前
韓国で生まれ、中学生時はFCソウルのアカデミーに在籍。当時は体格に恵まれておらず、プレーに自信を持てずにいた所、海外行きを予め視野に入れていた事や、父親の後押しもあり来日を決断、青森山田高校へ進学した。3年生時に出場した第98回全国高等学校サッカー選手権大会では準優勝の成績を修めた。
高校卒業後は常葉大学へ進学。2021年の第101回天皇杯予選・静岡大会準決勝ではJ3・藤枝MYFC相手に決勝ゴールを挙げる活躍を見せた。

### プロ入り後
2024年、大分トリニータに加入。5月3日、J2第13節・ヴァンフォーレ甲府戦にて後半44分からの交代出場によりJリーグデビュー。7月6日、J2第23節・いわきFC戦では後半アディショナルタイムにJリーグ初得点を挙げ、チームの10試合ぶりとなる勝利に貢献した。
2025年6月8日、いわきFCへの期限付き移籍が発表された。

## 個人成績
| 国内大会個人成績 | 国内大会個人成績 | 国内大会個人成績 | 国内大会個人成績 | 国内大会個人成績 | 国内大会個人成績 | 国内大会個人成績 | 国内大会個人成績 | 国内大会個人成績 | 国内大会個人成績 | 国内大会個人成績 | 国内大会個人成績 |
| 年度             | クラブ           | 背番号           | リーグ           | リーグ戦         | リーグ戦         | リーグ杯         | リーグ杯         | オープン杯       | オープン杯       | 期間通算         | 期間通算         |
| 年度             | クラブ           | 背番号           | リーグ           | 出場             | 得点             | 出場             | 得点             | 出場             | 得点             | 出場             | 得点             |
| 日本             | 日本             | 日本             | 日本             | リーグ戦         | リーグ戦         | リーグ杯         | リーグ杯         | 天皇杯           | 天皇杯           | 期間通算         | 期間通算         |
| ---------------- | ---------------- | ---------------- | ---------------- | ---------------- | ---------------- | ---------------- | ---------------- | ---------------- | ---------------- | ---------------- | ---------------- |
| 2024             | 大分             | 41               | J2               | 11               | 1                | 0                | 0                | 1                | 0                | 12               | 1                |
| 2025             | 大分             | 41               | J2               | 3                | 0                | 1                | 1                | -                | -                | 4                | 1                |
| 2025             | いわき           | 28               | J2               |                  |                  | -                | -                |                  |                  |                  |                  |
| 通算             | 日本             | 日本             | J2               | 14               | 1                | 1                | 1                | 1                | 0                | 16               | 2                |
| 総通算           | 総通算           | 総通算           | 総通算           | 14               | 1                | 1                | 1                | 1                | 0                | 16               | 2                |

- Jリーグ初出場 - 2024年5月3日 J2第13節 ヴァンフォーレ甲府戦（JIT リサイクルインク スタジアム）
- Jリーグ初得点 - 2024年7月6日 J2第23節 いわきFC戦（ハワイアンズスタジアムいわき）